# ستيفن بليس
ستيفن بليس (بالإنجليزية: Stephen Bliss)‏ (و. 1787 – 1847 م) هو سياسي من الولايات المتحدة الأمريكية .

## التعليم
تعلم في كلية ميدلبوري.